# دومينيك سيلفيان
دومينيك سيلفيان (بالفرنسية: Dominique Sylvain)‏ هي كاتِبة وصحفية فرنسية، ولدت في 30 سبتمبر 1957 في تيونفيل في فرنسا.

## وصلات خارجية
- الموقع الرسمي